# Screaming Females
Screaming Females fue una banda de rock alternativo, a menudo etiquetada como punk rock, formada en Nuevo Brunswick (Nueva Jersey) en 2005. Sus miembros fueron Marissa Paternoster (guitarra, voz), Jarrett Dougherty (batería) y Mike Abbate alias King Mike (bajo). Editaron ocho álbumes.

## Historia
Mike y Marissa crearon una banda en el instituto con el nombre de Surgery on TV. Tras varios cambios de formación finalmente se constituyeron como trío y cambiaron su nombre por el actual, Screaming Females. En su ciudad natal, Nuevo Brunswick, Screaming Females ha participado activamente y promovido la existencia de un circuito local underground de basement shows, casas, garajes, sótanos, etc., particulares donde pueden tocar los grupos sin tener que hacerlo en los habituales locales de música en vivo a los que pueden tener todo tipo de dificultades para acceder y, a la vez, facilitar el acceso a los menores de 21 años que no tienen permitida la entrada a bares.
El 19 de agosto de 2009 aparecieron por primera vez en la cadena MTV actuando en directo en el programa It's On With Alexa Chung. Screaming Females también han aparecido en diversas revistas especializadas como SPIN, Guitar World o Rolling Stone.
El 5 de diciembre del 2023, tras 18 años de trayectoria, la banda confirmó su disolución a través de Twitter.

## Discografía

### Álbumes
Álbumes en estudio
| Año  | Título                                  | Discográfica                                           |
| ---- | --------------------------------------- | ------------------------------------------------------ |
| 2006 | Baby Teeth                              | Autoeditado / Don Giovanni Records (reedición de 2009) |
| 2007 | What if Someone is Watching Their T.V.? | Autoeditado / Don Giovanni Records (reedición de 2009) |
| 2009 | Power Move                              | Don Giovanni Records                                   |
| 2010 | Castle Talk                             | Don Giovanni Records                                   |
| 2012 | Ugly                                    | Don Giovanni Records                                   |
| 2015 | Rose Mountain                           | Don Giovanni Records                                   |
| 2018 | All at Once                             | Don Giovanni Records                                   |
| 2023 | Desire Pathway                          | Don Giovanni Records                                   |

Álbumes en vivo
| Año  | Título              | Discográfica         |
| ---- | ------------------- | -------------------- |
| 2014 | Live at the Hideout | Don Giovanni Records |

### Sencillos
| Año  | Título                                                                  | Discográfica           | Formato |
| ---- | ----------------------------------------------------------------------- | ---------------------- | ------- |
| 2006 | "Arm Over Arm/Zoo of Death"                                             | Autoeditado            | 7"      |
| 2008 | "Screaming Females/Hunchback Neil Young Tribute - Split"                | Freedom School Records | 7"      |
| 2008 | "Screaming Females/Full of Fancy - Split"                               | Let's Pretend Records  | 7"      |
| 2009 | "Screaming Females/JEFF the Brotherhood"                                | Infinity Cat Records   | 7"      |
| 2013 | "Screaming Females/Garbage - Because the Night"                         | Stunvolume Records     | 10"     |
| 2013 | "Screaming Females/Swearin'/Upset/Waxahatchee Guided By Voices Tribute" | Salinas Records        | 7"      |
| 2013 | "Screaming Females/Tenement"                                            | Recess Records         | 7"      |
| 2014 | "Wishing Well"                                                          | Don Giovanni Records   | 7"      |

### EP
| Año  | Título     | Discográfica         |
| ---- | ---------- | -------------------- |
| 2010 | Singles    | Don Giovanni Records |
| 2013 | Chalk Tape | Don Giovanni Records |